# Miguel Faivre
Miguel Faivre (ur. ? – zm. ?) – argentyński piłkarz, grający podczas kariery na pozycji napastnika. 

## Kariera klubowa
Miguel Faivre podczas piłkarskiej kariery występował w Gimnasii Rosario i Porteño Buenos Aires.

## Kariera reprezentacyjna
W 1919 Faivre był w kadrze na Mistrzostwa Ameryki Południowej, na których był rezerwowym. Nigdy nie zdołał zadebiutować w reprezentacji Argentyny.